# Предел (фильм, 2017)
«Предел» (словац. Čiara, укр. Межа) — словацко-украинский фильм о контрабанде на закарпатской границе между Украиной и Словакией. Фильм снимался при поддержке Государственного агентства Украины по вопросам кино. Мировая премьера картины состоялась 3 июля 2017 году на 52-м Международном кинофестивале в Карловых Варах, где она участвовала в конкурсной программе и получила «Приз за лучшую режиссёрскую работу».

## Сюжет
Лето 2007 года. Через несколько месяцев Словакия присоединится к Шенгенской зоне, и работа над усилением украинско-словацкой границы кипит. Жизнь в этом регионе никогда не была лёгкой, так что для отца большой семьи и руководителя преступной группировки на приграничной территории начинаются ещё более тяжёлые времена. Его предаёт деловой партнер, которому он доверяет больше остальных, на границе появляется новый товар — наркотики, ещё и после неудачной контрабанды долг опасному уголовному авторитету растёт каждый день. В конце концов нарушается и без того опасный баланс сил, а игроки этой арены оказываются в водовороте абсурдных и страшных событий, которые изменят их жизни навсегда.

## Саундтрек
В фильме звучит известная общеславянская народная песня «Хей, соколы» на словацком языке, которую перепел популярный словацкий гурт IMT Smile с участием Андрея Кандрача. Украиноязычную версию песни «Хей, соколы», под глубоким впечатлением от фильма, также исполнил Олег Скрипка однако эта версия не вошла в саундтрек фильма. Кроме того, в фильме также звучит самая известная инструментальная композиция «Шо з-под дуба» украинской этно-группы «ДахаБраха».

## Ссылка
- «THE LINE» (англ.) на сайте Internet Movie Database
- «Предел» Архивная копия от 5 августа 2017 на Wayback Machine на gimg.com.ua Архивная копия от 9 ноября 2016 на Wayback Machine
- http://www.ciara.sk/en Архивная копия от 31 июля 2017 на Wayback Machine на официальном словацком сайте фильма (англ.)
- Официальная страница Предел (фильм, 2017) в социальной сети Facebook (официальная украинская Facebook-страница фильма)
- Официальная страница Предел (фильм, 2017) в социальной сети Facebook (официальная словацкая Facebook-страница фильма)